# Порт-Сент-Джо (Флорида)
Порт-Сент-Джо (англ. Port St. Joe) — місто (англ. city) в США, в окрузі Галф штату Флорида. Населення — 3357 осіб (2020).

## Географія
Порт-Сент-Джо розташований за координатами 29°49′22″ пн. ш. 85°18′40″ зх. д. / 29.82278° пн. ш. 85.31111° зх. д. (29.822765, -85.311241). За даними Бюро перепису населення США в 2010 році місто мало площу 31,30 км², з яких 24,46 км² — суходіл та 6,84 км² — водойми.

### Клімат
Місто знаходиться у зоні, котра характеризується вологим субтропічним кліматом. Найтепліший місяць — липень із середньою температурою 27.7 °C (81.9 °F). Найхолодніший місяць — січень, із середньою температурою 12.1 °С (53.7 °F).
| Клімат Порт-Сент-Джо    | Клімат Порт-Сент-Джо | Клімат Порт-Сент-Джо | Клімат Порт-Сент-Джо | Клімат Порт-Сент-Джо | Клімат Порт-Сент-Джо | Клімат Порт-Сент-Джо | Клімат Порт-Сент-Джо | Клімат Порт-Сент-Джо | Клімат Порт-Сент-Джо | Клімат Порт-Сент-Джо | Клімат Порт-Сент-Джо | Клімат Порт-Сент-Джо | Клімат Порт-Сент-Джо |
| Показник                | Січ.                 | Лют.                 | Бер.                 | Квіт.                | Трав.                | Черв.                | Лип.                 | Серп.                | Вер.                 | Жовт.                | Лист.                | Груд.                | Рік                  |
| Абсолютний максимум, °C | 26,7                 | 26,7                 | 29,4                 | 32,2                 | 36,7                 | 37,8                 | 38,9                 | 39,4                 | 36,1                 | 34,4                 | 32,2                 | 28,3                 | 39,4                 |
| Середній максимум, °C   | 16,8                 | 17,9                 | 20,6                 | 24,2                 | 28,2                 | 30,8                 | 31,6                 | 31,5                 | 30,1                 | 26,3                 | 21,5                 | 17,8                 | 24,8                 |
| Середня температура, °C | 12,1                 | 13,2                 | 16,1                 | 19,7                 | 23,7                 | 26,7                 | 27,7                 | 27,6                 | 26,1                 | 21,6                 | 16,5                 | 13,1                 | 20,3                 |
| Середній мінімум, °C    | 7,3                  | 8,5                  | 11,7                 | 15,2                 | 19,2                 | 22,6                 | 23,8                 | 23,7                 | 22,1                 | 16,8                 | 11,4                 | 8,3                  | 15,9                 |
| Абсолютний мінімум, °C  | −12,8                | −7,2                 | −5,6                 | 2,2                  | 8,3                  | 8,9                  | 17,2                 | 16,7                 | 10                   | 0,6                  | −4,4                 | −10,6                | −12,8                |
| Норма опадів, мм        | 98                   | 97                   | 116                  | 84                   | 69                   | 133                  | 187                  | 198                  | 196                  | 84                   | 77                   | 85                   | 1424                 |
| Днів з опадами          | 9                    | 8                    | 8                    | 5                    | 5                    | 10                   | 14                   | 13                   | 11                   | 5                    | 6                    | 8                    | 101                  |
| ----------------------- | -------------------- | -------------------- | -------------------- | -------------------- | -------------------- | -------------------- | -------------------- | -------------------- | -------------------- | -------------------- | -------------------- | -------------------- | -------------------- |
| Джерело: Weatherbase    |                      |                      |                      |                      |                      |                      |                      |                      |                      |                      |                      |                      |                      |

## Демографія
Згідно з переписом 2010 року, у місті мешкало 3445 осіб у 1405 домогосподарствах у складі 925 родин. Густота населення становила 110 осіб/км². Було 1868 помешкань (60/км²).
Расовий склад населення:
| - 71,5 % — білих - 25,8 % — чорних або афроамериканців - 0,4 % — корінних американців - 0,3 % — азіатів |

До двох чи більше рас належало 1,8 %. Частка іспаномовних становила 2,6 % від усіх жителів.
За віковим діапазоном населення розподілялося таким чином: 20,3 % — особи молодші 18 років, 56,9 % — особи у віці 18—64 років, 22,8 % — особи у віці 65 років та старші. Медіана віку мешканця становила 46,8 року. На 100 осіб жіночої статі у місті припадало 92,7 чоловіків; на 100 жінок у віці від 18 років та старших — 90,6 чоловіків також старших 18 років.
Середній дохід на одне домашнє господарство становив 54 699 доларів США (медіана — 41 402), а середній дохід на одну сім'ю — 58 992 долари (медіана — 44 544). За межею бідності перебувало 8,9 % осіб, у тому числі 8,9 % дітей у віці до 18 років та 8,4 % осіб у віці 65 років та старших.
Цивільне працевлаштоване населення становило 1496 осіб. Основні галузі зайнятості: освіта, охорона здоров'я та соціальна допомога — 15,8 %, мистецтво, розваги та відпочинок — 13,3 %, будівництво — 11,9 %, роздрібна торгівля — 11,8 %.